# Сімада Бін
Бін Сімада (яп. 岛 田 敏, 20 листопада, 1954, Ніїґата, Японія) — японський сейю.

## Позиції в Гран-прі журналу Animage
- 1987 — 19-е місце в Гран-прі журналу Animage, у номінації на найкращу чоловічу роль.

## Ролі в аніме
- 1981 — Нестерпні прибульці (ТБ) (Тобімару Мідзунокодзі);
- 1983 — Time Bokan Series: Itadakiman (Саргосей);
- 1983 — Моспіда — зброя виживання (Стіг Бернард);
- 1984 — Juusenki L-Gaim (Антон Рандо/Чай Чар);
- 1984 — Вінгмен — воїн мрії (Насс);
- 1984 — Wata no Kuni Hoshi (Токіо);
- 1984 — Навсікая з Долини Вітрів (Горожанин);
- 1984 — Kyoshin Gorg (Зенон);
- 1984 — Гіперпросторова Кавалерія Південного Хреста (Чарльз де Етуард);
- 1984 — Кулак Північної Зірки (ТБ-1) (Юда);
- 1984 — Sei Juushi Bismarck (Річард Ланселот);
- 1985 — Мобільний воїн Зета ГАНДІ (ТБ) (Паптімус Сирокко);
- 1985 — High School! Kimen-gumi (Ітіро Сіндзіцу);
- 1986 — Шукачі пригод у космосі (Тобби);
- 1986 — Нестерпні прибульці: Лам назавжди (фільм #4) (Тобімару Мідзунокодзі);
- 1986 — мобільний воїн Ганді Зета Два (НІЕ Гірен/Нікі);
- 1986 — Аріон (Арес);
- 1986 — Лицарі Зодіаку (ТБ) (Хаген);
- 1986 — Tobira o Akete (Товада);
- 1987 — Kikou Senki Dragonar (Жан);
- 1987 — Королівські космічні сили — Крила Хоннеаміз (Яналан);
- 1987 — Tsuideni Tonchinkan (Нанасе);
- 1988 — Shoukoushi Cedie (Уїлкінз);
- 1988 — Kidou Senshi SD Gundam (Паптімус Сирокко);
- 1989 — Мобільний воїн Ганді 0080: Кишенькова війна (Габріель Рамірез Гарсія);
- 1989 — Madouou Grandzort (Барадор);
- 1989 — Ранма 1/2 (ТБ) (Сентаро даймондз);
- 1989 — Перли дракона Зет (ТБ) (Вест Кайо);
- 1989 — Kidou Senshi SD Gundam Mk-II (Паптімус Сирокко);
- 1990 — Watashi no Ashinaga Ojisan (ТБ) (Джиммі);
- 1990 — Щасливе сімейство Мумі-тролів (Антон);
- 1990 — Пригоди Робіна Гуда (Маленький Джон);
- 1990 — Riki-Ou 2: Horobi no Ko (Ріки);
- 1991 — Shinseiki GPX Cyber Formula (Акіра Хіесі та ін.);
- 1991 — Choujin Locke/Shin Sekai Sentai (Умос);
- 1991 — Історія трьох царств (ТБ) (Чен Юй/Сунь Цзянь);
- 1992 — Daisougen no Chiisana Tenshi Bush Baby (Генрі);
- 1992 — Легенда про Хороброму Так-Гарне (Тадасі Немото/Біг Ландер);
- 1992 — Красуня-воїн Сейлор Мун (ТБ) (Юйтіро Кумаде);
- 1992 — Макросс II OVA (Майор Нексс);
- 1992 — Senbon Matsubara (Косуке);
- 1992 — New Dream Hunter Rem: Satsuriku no Mugen Meikyuu (Віктор);
- 1992 — Папуа (ТБ-1) (Міягі);
- 1993 — Nekketsu Saikyo Gozaurer (Таро Сірогане/Тосіо Такагі);
- 1993 — Драгонболл Зет: фільм восьмий (Броллі);
- 1993 — Красуня-воїн Сейлор Мун Ер (ТБ) (Юйтіро Кумаде);
- 1993 — Бронеотряда 1941 (Дайсаку Сакакі);
- 1993 — Яйба, самурай-легенда (Кендзюро Курогане (батько Яйби));
- 1994 — Go! Go! Ackman (Гордон);
- 1994 — Драгонболл Зет: Фільм десятий (Броллі);
- 1994 — Хлопчик-мармелад (ТБ) (Едзі Мацура);
- 1994 — Красуня-воїн Сейлор Мун Ес (ТБ) (Юйтіро Кумаде);
- 1994 — Драгонболл Зет: Фільм одинадцятий (Броллі);
- 1994 — Ви заарештовані OVA-1 (Кен Накадзима);
- 1994 — Mahoujin Guru Guru TV (Монстр янбан);
- 1995 — Хлопчик-мармелад — Фільм (Едзі Мацура);
- 1995 — Красуня-воїн Сейлор Мун Супер Ес (ТБ) (Юйтіро Кумаде);
- 1995 — Juusenshi Gulkeeva (Данс);
- 1995 — Рубаки (ТБ) (Зангулз);
- 1996 — Meiken Lassie (Учитель Каррі);
- 1996 — Перли дракона БП (ТБ) (Сугоро);
- 1996 — Драгонболл: Фільм четвертий (Блю);
- 1996 — Рубаки Некст (ТБ) (Зангулз);
- 1996 — Ви заарештовані (ТВ-1) (Кен Накадзима);
- 1997 — B't X Neo (Біт Халоуін);
- 1997 — Доктор Сламп (ТБ-2) (Король Нікотян/Начальник поліції);
- 1999 — Ви заарештовані (спешлі) (Кен Накадзима);
- 1999 — Ви заарештовані (фільм) (Кен Накадзима);
- 1999 — Нескінченна подорож корабля Ривіас (Лучсон Хокудзе);
- 1999 — Вуличний боєць Альфа OVA-1 (Уоллес);
- 2000 — Детектив Конан OVA-1 (Кендзюро Курогане);
- 2000 — Інуяся (ТБ-1) (котацу);
- 2001 — Ви заарештовані (ТБ-2) (Кен Накадзима);
- 2001 — Скрайд (Урідзане);
- 2001 — The Siamese: First Mission (Каору);
- 2001 — Hoshi no Kirby (Кіхано);
- 2002 — eX-Driver the Movie (Джо);
- 2002 — Ви заарештовані OVA-2 (Кен Накадзима);
- 2002 — Spiral: Suiri no Kizuna (Суемару Ватая);
- 2002 — Дитячий клас (ТБ) (Містель);
- 2003 — Sonic X (Чак Торндайк);
- 2003 — Театр Руміко Такахасі (Батько Хадзукі (еп. 5));
- 2003 — Мандрівники (Чун/Директор);
- 2004 — Жар-птиця (ТБ) (Кахей [Strange Beings Chapter]);
- 2004 — Відповідь: Гарнюня Хані (Старший Клерк);
- 2004 — Пригоди короля Біта (перший сезон) (Хазан);
- 2004 — Сказання Фантазії (Рейзен);
- 2005 — Мобільний воїн Зета ГАНДІ — Новий переклад (фільм перший) (Сирокко);
- 2005 — Прилипала-сан (Тоніо Фудзімура);
- 2005 — Серце ангела (Док);
- 2006 — Happy Lucky Bikkuriman (Кодок Вольфі);
- 2007 — Shin SOS Dai Tokyo Tankentai (Кусадзіро Ямасита);
- 2007 — Одержимі смертю (Куроемон Ямадзаки);
- 2007 — Ви заарештовані (ТБ-3) (Кен Накадзима);
- 2008 — Ван-Піс: Фільм дев'ятий (Вапол);
- 2008 — Бешкетний поцілунок (Сігео Айхара);
- 2009 — Хіпіра-кун (Чоро)
- 2015 — Непорочна Марія (Ґійом)